# Lakas Kampi CMD
Lakas Kampi Christian-Muslim Democrats (Cristianos Demócratas Musulmanes Lakas) es un partido político centrista en Filipinas. Su ideología está fuertemente influida por la democracia cristiana e islámica.
Es un miembro de Internacional Demócrata de Centro.

## Historia
El partido ha dado dos presidentes filipinos, Fidel Ramos y Gloria Macapagal-Arroyo.